# Władysław Nechtij
Władysław Wołodymyrowycz Nechtij, ukr. Владислав Володимирович Нехтій, kaz. Владислав Владимирович Нехтий (ur. 19 grudnia 1991 w Ałmaty, Kazachska SRR) – ukraiński piłkarz, grający na pozycji napastnika. Posiada również obywatelstwo kazachskie.

## Kariera piłkarska

### Kariera klubowa
Jako dziecko przeniósł z rodzicami do Kramatorska. Wychowanek Szkół Sportowych Metałurh Donieck i Szachtar Donieck, barwy których bronił w juniorskich mistrzostwach Ukrainy (DJuFL). Karierę piłkarską rozpoczął 16 maja 2008 w trzeciej drużynie Szachtara. W lutym 2013 wyjechał do Kazachstanu, gdzie podpisał 3-letni kontrakt z Kajratem Ałmaty. W lipcu 2014 przeniósł się do Kajsaru Kyzyłorda. Latem 2015 wrócił do rodzimego Kramatorska, gdzie 23 lipca został piłkarzem Awanhardu Kramatorsk. 6 lipca 2016 przeszedł do Illicziwca Mariupol. 6 lutego 2017 przeniósł się do FK Połtawa. Latem 2017 został piłkarzem Kołosu Kowaliwka, w którym grał do końca 2019. 24 stycznia 2020 zasilił skład Awanhardu Kramatorsk.

### Kariera reprezentacyjna
W 2009 występował w juniorskich reprezentacjach Ukrainy U-18 i U-19.

## Sukcesy i odznaczenia

### Sukcesy klubowe
Kajrat Ałmaty
- brązowy medalista Mistrzostw Kazachstanu: 2013, 2014
- zdobywca Pucharu Kazachstanu: 2014